# Bosistoa transversa
Bosistoa transversa är en vinruteväxtart som beskrevs av J. F. Bailey & C. T. White. Bosistoa transversa ingår i släktet Bosistoa och familjen vinruteväxter. Inga underarter finns listade i Catalogue of Life.